# Liulin (köping i Kina, Sichuan, lat 31,71, long 106,55)
Liulin (kinesiska: 柳林镇, 柳林) är en köping i Kina. Den ligger i provinsen Sichuan, i den sydvästra delen av landet, omkring 260 kilometer nordost om provinshuvudstaden Chengdu. Antalet invånare är 28 915. Befolkningen består av 13 854 kvinnor och 15 061 män. Barn under 15 år utgör 18,0 %, vuxna 15-64 år 69 %, och äldre över 65 år 11,0 %.
Genomsnittlig årsnederbörd är 1 503 millimeter. Den regnigaste månaden är juli, med i genomsnitt 297 mm nederbörd, och den torraste är december, med 7 mm nederbörd.